# Twas the Night
Twas the Night is de negende aflevering van het elfde seizoen van de televisieserie ER, die voor het eerst werd uitgezonden op 9 december 2004.

## Verhaal
Dr. Jing-Mei moet werken op kerstavond en zoekt wanhopig een vervanger voor haar dienst omdat zij geen verzorger heeft kunnen vinden voor haar vader. Nadat zij bij iedereen gevraagd heeft en overal een nee heeft gekregen besluit zij dan maar ontslag te nemen en gaat terug naar haar vader.
Dr. Carter is na het wegvallen van dr. Jing-Mei de enige hoofdarts op de SEH. Samen met dr. Barnett redt hij een zwaargewonde jongen, dr. Barnett ontdekt later dat de jongen per ongeluk gewond is geraakt door zijn kleine zusje en dat zij met hun moeder in een auto leven. 
Dr. Lockhart en de nieuwe student Jake Scanlon behandelen een dialyse patiënt die snel een dialyse nodig heeft, echter zij kunnen de behandelde dokter niet bereiken op kerstavond. Op aanmoediging van dr. Carter en dr. Dubenko breekt dr. Lockhart de regels en redt zo het leven van de patiënt. 
Dr. Pratt hoort van het opstappen van dr. Jing-Mei en besluit haar thuis op te zoeken. Daar ontdekt hij dat zij op het punt staat om euthanasie te plegen op haar terminale vader. Hij schrikt hiervan en weigert hier aan mee te werken, uiteindelijk kan zij hem toch overtuigen en besluit haar te helpen. 
Ondertussen wordt de SEH overspoeld met dakloze mensen die daar de warmte en een gratis maaltijd op komen zoeken.

## Rolverdeling

### Hoofdrollen
- Noah Wyle - Dr. John Carter
- Maura Tierney - Dr. Abby Lockhart
- Mekhi Phifer - Dr. Gregory Pratt
- Goran Višnjić - Dr. Luka Kovac
- Sherry Stringfield - Dr. Susan Lewis
- Ming-Na - Dr. Jing-Mei Chen
- Parminder Nagra - Dr. Neela Rasgrota
- Shane West - Dr. Ray Barnett
- Laura Innes - Dr. Kerry Weaver
- Leland Orser - Dr. Lucien Dubenko
- Scott Grimes - Dr. Archie Morris
- Linda Cardellini - verpleegster Samantha 'Sam' Taggart
- Laura Cerón - verpleegster Chuny Marquez
- Deezer D - verpleger Malik McGrath
- Montae Russell - ambulancemedewerker Dwight Zadro
- Lyn Alicia Henderson - ambulancemedewerker Pamela Olbes
- Mädchen Amick - Wendall Meade
- Eion Bailey - Jake Scanlon
- Abraham Benrubi - Jerry Markovic

### Gastrollen (selectie)
- Henry O - Mr. Chen
- Dale Dickey - Mrs. Price
- Cole Petersen - Harry Price
- Francesca Faridany - Carol Shoup-Sanders
- Kevin West - Robert Sanders
- Camille Saviola - tijdelijke receptioniste Margaret
- Hattie Winston - zingende vrouw
- Ricardo Chacon - Eddie
- Parvesh Cheena - Dr. Agbo